# 四字年号時代
四字年号時代（よじねんごうじだい）は、日本の歴史上、4文字の年号（天平感宝・天平勝宝・天平宝字・天平神護・神護景雲）が唯一かつ連続的に採用された時期（749年 - 770年）を指す呼称。時代区分としては奈良時代後期に相当し、孝謙天皇・淳仁天皇・称徳天皇（孝謙上皇の重祚）の3代の天皇の時期と重なる。

## 概説
男子の後継者に恵まれなかった聖武天皇は、皇女の阿倍内親王（孝謙天皇）に譲位したのと前後して出家し、政務の表舞台から退いた。同じ頃に陸奥国で黄金が発見されたことを記念して、初めての4文字年号である天平感宝が採用されている。女子である孝謙天皇の即位に際し、女帝として武周を建国した武則天が4文字年号（天冊万歳・万歳登封・万歳通天の3つ）を用いた例に倣って、天皇生母の光明皇太后が定めたとする指摘が、林陸朗らによりなされている。
孝謙天皇の治世は光明皇太后とその甥にあたる藤原仲麻呂が政務の実権を握り、やがて孝謙天皇が仲麻呂の推挙した皇太子・大炊王（淳仁天皇）に譲位すると、仲麻呂が天皇の信任を背景に専権を振るった。しかし、孝謙上皇は次第に淳仁天皇・藤原仲麻呂と対立し、武力をもって仲麻呂政権を転覆すると淳仁天皇を廃位、自ら重祚を宣言した（称徳天皇）。称徳天皇は道鏡の補佐を受けて政務を行うが、孝謙天皇即位時からつきまとっていた皇位継承問題を解決することなく崩御した。その後、道鏡を朝廷から追放した群臣は聖武天皇の娘婿である白壁王（光仁天皇）を擁立すると、直後に新しい年号として宝亀を採用した。以降、4文字年号が用いられることはなくなった。
藤原仲麻呂政権と、それを軍事力で排除して成立した道鏡の政権も、王権の強化と儒教や仏教などを介して唐の政治・文化を積極的に取り入れていく方針については、大きくは変わらなかったと考えられている。また、墾田永年私財法に土地開発の奨励など天平の疫病大流行による人口減少によって荒廃した社会の立て直しが図られた時期でもあった。